# Tahoe Rim Trail

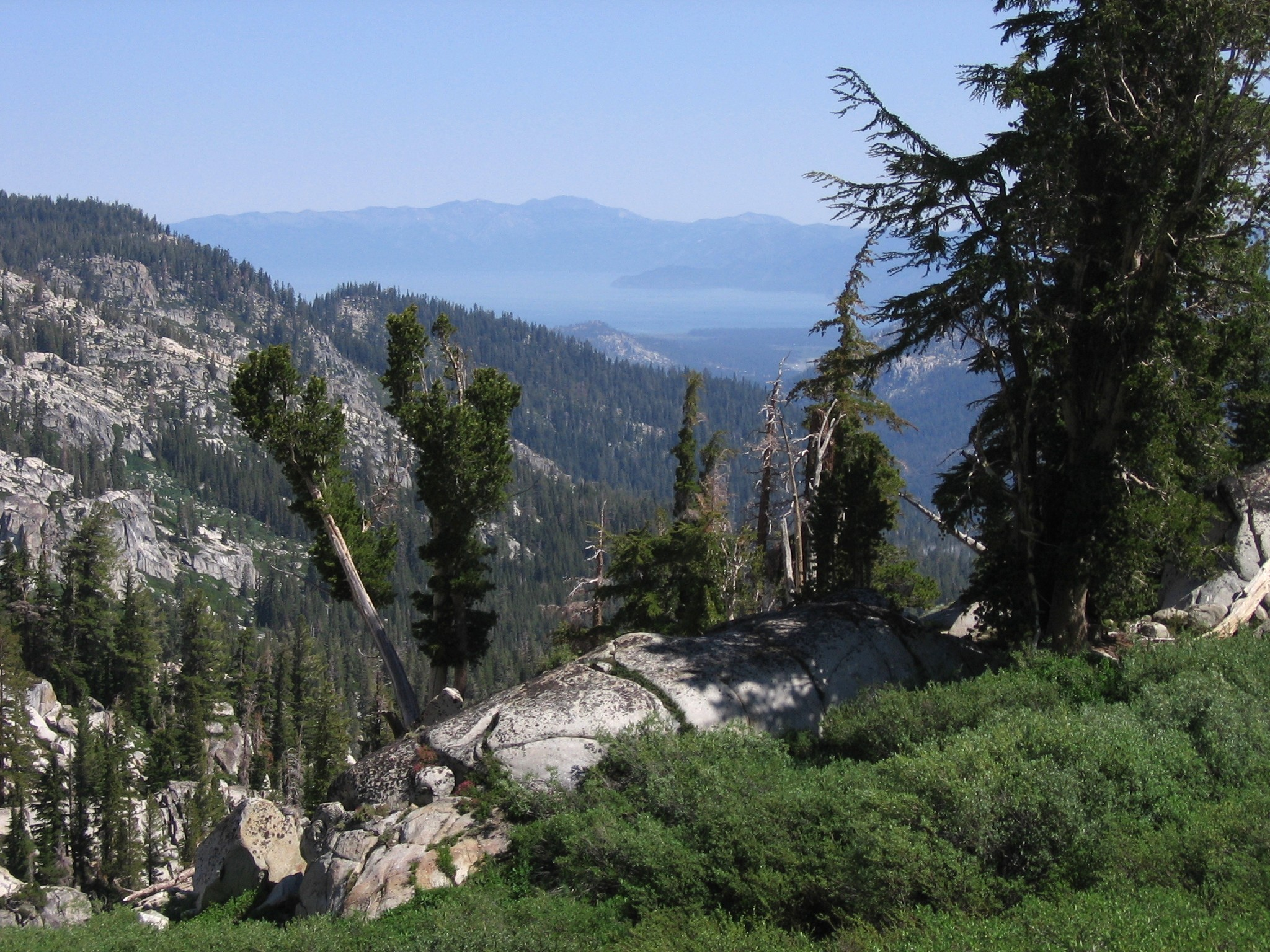
Uitzicht op Lake Tahoe vanop het Tahoe Rim Trail ten zuiden van het meer.

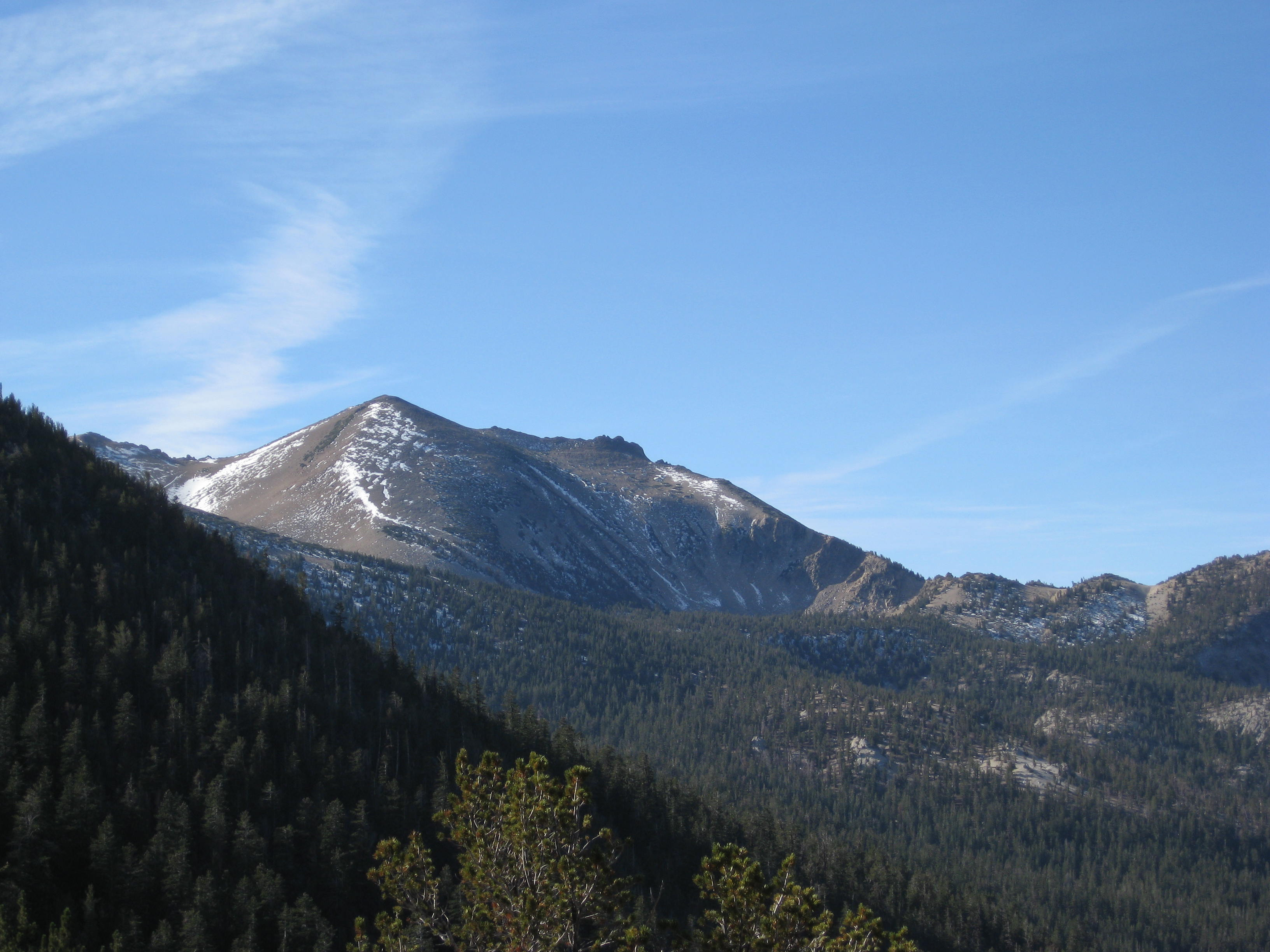
Freel Peak, een berg in de Carson Range in Californië, gezien vanop het pad.

Het Tahoe Rim Trail is een langeafstandswandelpad rond het bergmeer Lake Tahoe in de Amerikaanse staten Californië en Nevada. Het 266 kilometer lange pad baant zich een weg door de Sierra Nevada. Het laagste punt (1900 m) bevindt zich aan de uitloop van Lake Tahoe, terwijl het hoogste punt zich 3151 m boven zeeniveau bevindt, nabij Relay Peak. Ongeveer 80 km van het Tahoe Rim Trail behoort bovendien tot het veel langere Pacific Crest Trail, dat van Canada naar de Mexicaanse grens loopt.

## Geschiedenis
Het idee van een wandelpad langs de bergtoppen rond Lake Tahoe werd in 1978 voor het eerst voorgesteld door Glenn Hampton, een medewerker van de Lake Tahoe Basin Management Unit (LTBMU) van de U.S. Forest Service. Het pad werd in september 2001 voltooid, bijna volledig door de inspanningen van vrijwilligers. Het merendeel van het pad loopt door land in het bezit van de LTBMU en het Lake Tahoe - Nevada State Park. Er zijn ook kortere stukken door het Tahoe en Humboldt-Toiyabe National Forest.

## Recreatie
Het wandelseizoen loopt normaal gezien van juli tot september, alhoewel er zelfs in augustus nog besneeuwde stukken kunnen zijn. Het pad is in principe het hele jaar door open, maar er is geen markering voorzien voor in de winter. 
Wandelaars moeten een licentie aanvragen om de Desolation Wilderness, een van de populairste stukken, te betreden.
Het Tahoe Rim Trail is toegankelijk voor ruiters. Mountainbikes worden op ongeveer de helft van het hele pad toegelaten. Gemotoriseerde voertuigen zoals quads zijn verboden.